# Tipula nothofagetorum
Tipula nothofagetorum är en tvåvingeart som beskrevs av Alexander 1929. Tipula nothofagetorum ingår i släktet Tipula och familjen storharkrankar. Inga underarter finns listade i Catalogue of Life.